# Hebecnema aurantipalpis
Hebecnema aurantipalpis är en tvåvingeart som först beskrevs av Fritz Isidore van Emden 1951.  Hebecnema aurantipalpis ingår i släktet Hebecnema och familjen husflugor.
Artens utbredningsområde är Zimbabwe. Inga underarter finns listade i Catalogue of Life.